# 有馬隼人とらじおと山瀬まみと
『有馬隼人とらじおと山瀬まみと』（ありまはやととらじおとやませまみと）は2016年4月15日から2020年9月25日まで毎週金曜 8:30 - 11:00に生放送されていたTBSラジオのワイド番組である。

## 概要
月曜日 - 木曜日に放送されている『伊集院光とらじおと』の金曜日版として、2016年4月15日に放送を開始。
二つの番組では「コーナー・番組構成をほぼ同一にする」「メインパーソナリティである有馬隼人が『伊集院光とらじおと』の木曜日のアシスタントも担当する」「メッセージのテーマを一週間通しで同じテーマとする」等、一週間での統一感・連携感を打ち出していた。ただし、2019年4月より、有馬は木曜日のアシスタントから外れている。
当番組は、有馬がパーソナリティであるが、いわゆる提供読みなど本来アシスタントが担当する役割も担っていた。ただし、山瀬が休演時のピンチヒッターが、アナウンサーである場合は、一部の役割をその人物が担当する場合もあった。
2020年8月28日放送の番組冒頭にて、9月いっぱいで番組が終了することを発表し、同年9月25日で番組が終了した。

## 出演
（この節の出典）

### パーソナリティ
- 有馬隼人
- 山瀬まみ（パートナー扱い）

### ピンチヒッター
有馬の代役
- 喜入友浩（2020年1月24日[3]）

山瀬の代役
- 陣内貴美子（2016年5月27日[4]）
- 柴田理恵（2016年8月12日[5]・2017年9月22日[6]）
- 安田美香（2016年9月30日[7]）
- 嗣永桃子（2016年12月30日[8]）
- 竹内香苗（2017年9月29日[9] - 10月13日[10]）
- ジェーン・スー（2018年5月25日[11]）
- 中村仁美（2018年7月20日[12]）
- 伊東楓（2018年8月17日[13]・9月28日[14]・2019年3月1日[15]）
- 唐橋ユミ（2019年5月24日[16]・8月9日[17]）
- 片桐千晶（2019年9月27日[18]）

## 過去の出演者

### ニュース解説
- 2016年4月 - 2019年3月：大坪信剛 （毎日新聞東京本社元社会部長）

## タイムテーブル
- 8:30 - オープニング、メッセージ紹介
- 8:42 - 有馬隼人とらじおと山瀬まみとお便りと
- 8:47 - 都民ニュース
- 8:54 - 交通情報
- 9:00 - 有馬隼人とらじおと山瀬まみとニュースと

ニュース解説担当：斎藤泉（TBS報道局解説委員）
TBSニュース（TBSアナウンサーが担当）の後、出演者が気になるニュースを1本ずつ取り上げ、その都度トークを行う。ニュース読みは有馬が担当。
- 9:22 - 天気予報（気象予報士による解説）、交通情報
- 9:27 - 週替わりコーナー
  - 植野広生の食いしん坊が惚れた味（第1週目）
    - 自称”食いしん坊”で雑誌「dancyu」編集長の植野広生が何度でも食べたい「惚れた」味を紹介する。

  - アナタに丸投げ! 愉快!痛快!曲紹介アワー（第2・4週目）
    - アナログタロウの持ちネタである「曲紹介ネタ」を手本に、リスナーから募集した80年代風の曲紹介をアナログタロウが披露する。2017年10月から月1回の企画としてはじまり、2018年1月からは毎週放送[19]。2020年4月からは第2・4週になる。

  - 関取花の人間番付（第3週目）
    - 毎月テーマを募集し、リスナーが見かけた「あんな人」や「こんな人」など人間観察の情報を紹介して、人間番付を決めていく。

  - 阿曽山大噴火のボードゲームカタログ（第5週目）
    - 裁判傍聴芸人の阿曽山大噴火がオススメのボードゲームを紹介する。
- 9:43 - TBSラジオショッピング
- 9:53 - 交通情報
- 9:55 - ヤマザキ 有馬隼人とらじおと山瀬まみとエピソードと
- 10:00 - 有馬隼人とらじおと山瀬まみとゲストと
  - 途中、天気予報と交通情報を挟む
- 10:37 - 快適生活ラジオショッピング
- 10:53 - TBSニュース

担当：柴田秀一
- 10:55 - 交通情報
- 10:57 - エンディング、来週のメッセージテーマ発表

### 過去のコーナー
- 勝手ににっぽん文化遺産

2016年4月から2017年12月まで放送。
「昭和の時代に、どこの家庭にもあったあんな置物や、家具、グッズ、懐かしい道具類などを振り返り、それらのアイテムの「その後」や「今」を追跡・検証、番組独自の『にっぽん文化遺産』として認定」するコーナー。このコーナーのテーマ曲は「Tango Azul」である。
有馬がこのコーナーの提供を読み上げた後に「Tango Azul」が流れ始め、冒頭で「勝手に!」（山瀬）、「にっぽん文化遺産」（有馬）とコーナーのタイトルコールが流れる。その後BGMに合わせて有馬が「古き良き昭和の時代には、どこの家庭にもあったのに今ではすっかり見なくなってしまった、懐かしいあんなものやこんなもの、懐かしいものにこそ日本の良き文化が詰まっているということで、このコーナーでは懐かしいものにスポットを当てて『にっぽん文化遺産』として勝手に認定をしています」と口上を述べた後、続けて「このコーナー専属レポーターは御馴染みこの方です」とアナログタロウに振り、アナログタロウは「愉快・痛快・曲紹介、アナログタロウです、おはようございます」と応え、コーナーがスタートする。
認定を行う回において、アナログタロウが「レポートにまとめてきました」と言って自分で発表するそぶりを見せつつ、「有馬さんよろしくお願いします」と有馬隼人に代読させるのがお決まりになっている。
コーナーの最後に1曲音楽をかけるが頭の曲紹介はアナログタロウの持ちネタである、「妄想による曲紹介」が行われる。送りの曲紹介は有馬が行いコーナーを締める。